# Resolució 2279 del Consell de Seguretat de les Nacions Unides
La Resolució 2279 del Consell de Seguretat de les Nacions Unides fou adoptada per unanimitat l'1 d'abril de 2016. El Consell va demanar a les parts de Burundi que s'abstinguessin de l'ús de la violència i resolguessin la crisi política del seu país a través de les negociacions dutes a terme per un mediador. Es va demanar al Secretari General que estudiés les possibilitats d'una missió policial.
El govern de Burundi va acceptar que "una sèrie" d'agents de l'ONU ajudessin a estabilitzar el país. Leonce Ngendakumana, del partit d'oposició Front per la Democràcia a Burundi (FRODEBU), va criticar la resolució perquè no vindrien cascos blaus per evitar una nova guerra civil.

## Contingut
La violència contínua i l'impasse polític començaven a afectar el país a nivell humanitari. Més d'un quart de milió de persones ja havien fugit als països veïns. Calia evitar que la pau que es va signar deu anys abans es tornés a perdre i que es tornés a produir un conflicte ètnic. Per tant, el Consell va encoratjar al govern i a totes les parts a rebutjar la violència i condemnar totes les crida a la violència i l'odi. El govern ja havia pres mesures per retirar la prohibició de certs mitjans i alliberar a alguns presos polítics.
La crisi política s'ha de resoldre mitjançant el diàleg. La Comunitat de l'Àfrica Oriental va intervenir sota la direcció del president ugandès Yoweri Museveni, i amb el suport de la Unió Africana. Les negociacions se celebrarien fora de Burundi, en un lloc determinat pel mediador. L'ONU també tenia un assessor especial amb un equip per treballar en una solució. Es va demanar al Secretari General, en consulta amb Burundi i la Unió Africana, que examinés les possibilitats d'una missió de la policia de l'ONU a Burundi, que controlés la seguretat, el respecte als drets humans i l'estat de dret.